# Jacqueline Pascal
Jacqueline Pascal (Clermont-Ferrand, 4 ottobre 1625 – Parigi, 4 ottobre 1661) è stata una poetessa e religiosa francese, sorella di Blaise Pascal.

## Biografia
Jacqueline Pascal nacque a Clermont-Ferrand, Alvernia, Francia, da Étienne Pascal e Antoinette Begon. Il padre, uomo di grande cultura letteraria e scientifica, divenne presidente della Cour des aides a Clermont - Ferrand. Rimasto vedovo, decise di stabilirsi a Parigi con i figli nel 1631 e si occupò della loro educazione.
Jacqueline, considerata una bambina prodigio come il fratello Blaise Pascal, fin da giovanissima fu affascinata dalla poesia. Iniziò a comporre versi a otto anni e scrisse una commedia in cinque atti all'età di undici anni. A tredici anni scrisse un sonetto per la gravidanza della regina Anna d'Austria. L'anno successivo recitò davanti al cardinale Richelieu ottenendo la grazia per il padre, allora in disgrazia.
La famiglia si trasferì a Rouen nel 1639 perché il padre venne nominato dal re commissario per la riscossione delle imposte fondiarie. Jacqueline continuò la sua attività letteraria, incoraggiata dal drammaturgo Pierre Corneille, e vinse il premio letterario Puy des Palinods. Dal 1646 i fratelli Pascal si avvicinarono al giansenismo grazie a due discepoli del teologo Saint - Cyran. Jacqueline iniziò a pensare di abbandonare la poesia e di divenire suora sotto la guida di Antoine Singlin.

### Suora a Port-Royal
La sua decisione di divenire suora trovò la forte opposizione del padre e del fratello. Dopo la morte del padre, entrò nell'abbazia di Port-Royal, a Parigi, il 4 gennaio 1652 e pronunciò la professione di fede il 5 giugno 1653, sotto il nome di suor Sainte-Euphémie.
Ebbe poi una grande influenza sulla sua famiglia e fu determinante nella conversione finale al giansenismo del fratello Blaise.
Riprese a scrivere per celebrare il miracolo della Sainte-Épine che vide per protagonista sua nipote Marguerite Périer.
All'interno dell'abbazia le furono affidati alcuni incarichi: la cura delle postulanti (1655), l'educazione dei fanciulli (1657), il sottopriorato (1659).
Si oppose con veemenza al tentativo di Luigi XIV di imporre l'assenso delle monache alle bolle papali di condanna del giansenismo, in particolare alla bolla di Alessandro VII nel 1661, e si rifiutò di scendere a compromessi. Dopo che il teologo del giansenismo Antoine Arnauld aveva firmato il documento, Jacqueline gli scrisse una lettera, in cui si trova la famosa frase: «Puisque les évêques ont des courages de filles, les filles doivent avoir des courages d’évêques» («Poiché i vescovi hanno un coraggio da ragazza, le ragazze devono avere un coraggio da vescovo»). Tuttavia, finì per essere costretta a firmare. Questo colpo, però, affrettò la sua morte, avvenuta a Parigi il 4 ottobre 1661, lo stesso giorno in cui compì 36 anni.

## Opere

### Poesie
- Sombres déserts, retraites de la nuit, messo in musica da Michel Lambert, poi da Sébastien Le Camus.

### Raccolte
- L'opera di Jacqueline ha un totale di 327 pagine suddivise tra i volumi II, III et IV delle Œuvres complètes di Blaise Pascal a cura di Jean Mesnard
- Alphonse Séché, anthologie des femmes-poètes (1200-1891). Morceaux choisis accompagnés de notices biographiques et bibliographiques, in Les muses françaises, Paris, Louis-Michaud, 1908,  pp. 116-123.
- Lettres, opuscules et mémoires de Gilberte Périer, Jacqueline Pascal et Marguerite Périer, leur nièce, 1845,  pp. 117 e seguenti.